# Kornele
Kornele (niem. Kornellen) – wieś w Polsce położona w województwie pomorskim, w powiecie sztumskim, w gminie Stary Dzierzgoń w pobliżu zawieszonej linii kolejowej Malbork-Małdyty. W skład sołectwa Kornele wchodzi również miejscowość Latkowo.
| SIMC    | Nazwa     | Rodzaj    |
| ------- | --------- | --------- |
| 0156854 | Podwiejki | część wsi |

W latach 1975–1998 miejscowość administracyjnie należała do województwa elbląskiego.
Wieś wzmiankowana w dokumentach z XV w, jako wieś czynszowa na 17 włókach. W roku 1782 we wsi odnotowano 15 domów (dymów), natomiast w 1858 w 6 gospodarstwach domowych było 95 mieszkańców. W latach 1937–39 było 214 mieszkańców. W roku 1973 wieś należały do powiatu morąskiego, gmina Stary Dzierzgoń, poczta Myslice.